# Valentibulla munda
Valentibulla munda är en tvåvingeart som först beskrevs av Daniel William Coquillett 1899.  Valentibulla munda ingår i släktet Valentibulla och familjen borrflugor. Inga underarter finns listade i Catalogue of Life.